# Mikko Summanen
Mikko Summanen (né en 1971) est un architecte finlandais.

## Biographie
En 1999, Mikko Summanen obtient un Master de l'Université technologique d'Helsinki.
Il étudie ensuite à l'Université de technologie de Tokyo.
Mikko Summanen travaille avec Toyō Itō puis pour le cabinet Heikkinen–Komonen Architects.
Il dirige le cabinet d'architecte K2S.
Mikko Summanen enseigne à l'École supérieure Aalto d'art, de design et d'architecture d'Helsinki.

## Ouvrages
Ses ouvrages les plus notables du cabinet K2s architectecte :
- Chapelle de Kamppi
- Extension du Stade olympique d'Helsinki
- École secondaire, Sipoo
- Hôtel de Paasitorni, Hakaniemi[1]
- Siège d'Arctia, Katajanokka, Helsinki[2].

## Galerie

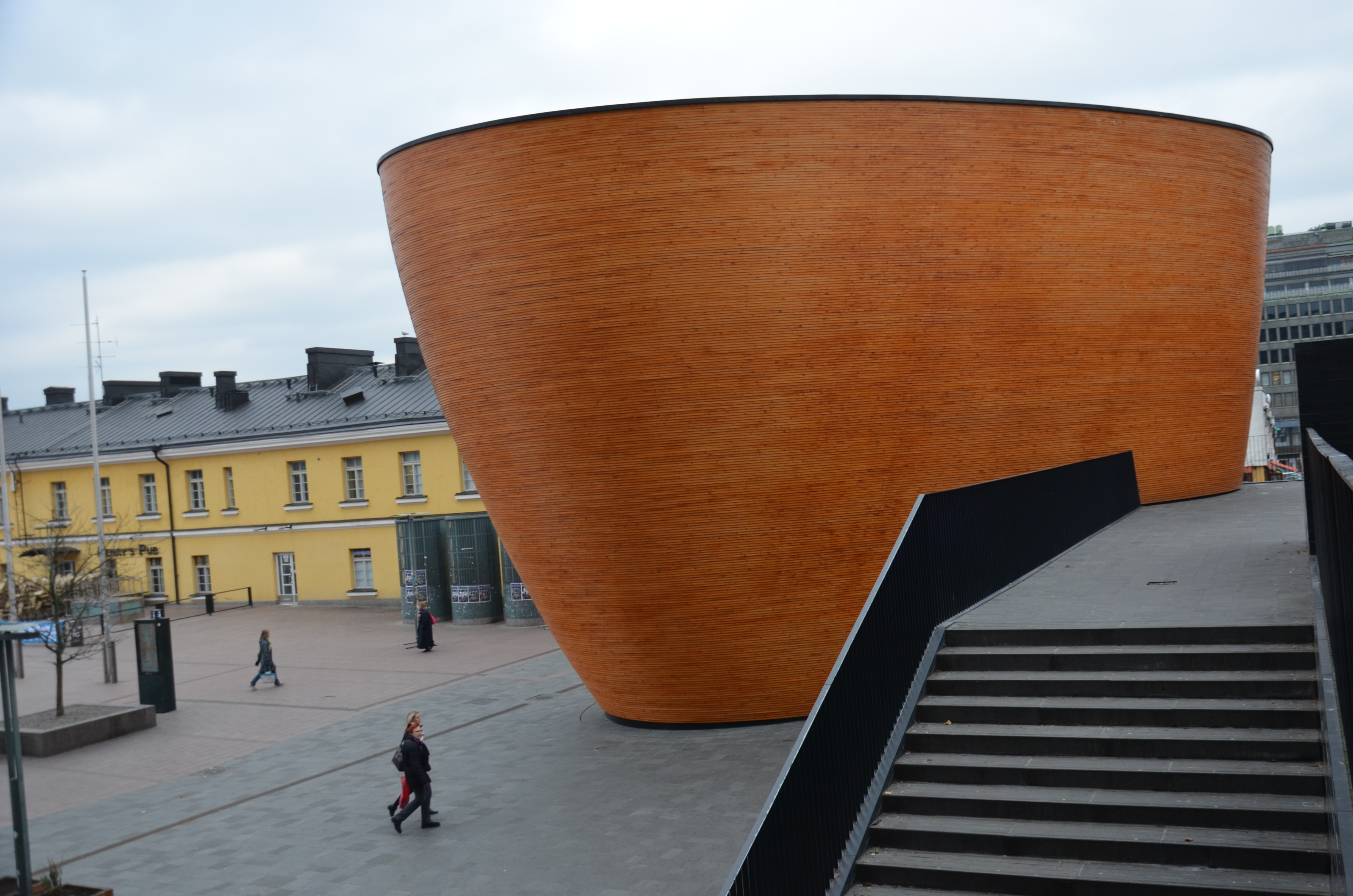
Chapelle de Kamppi
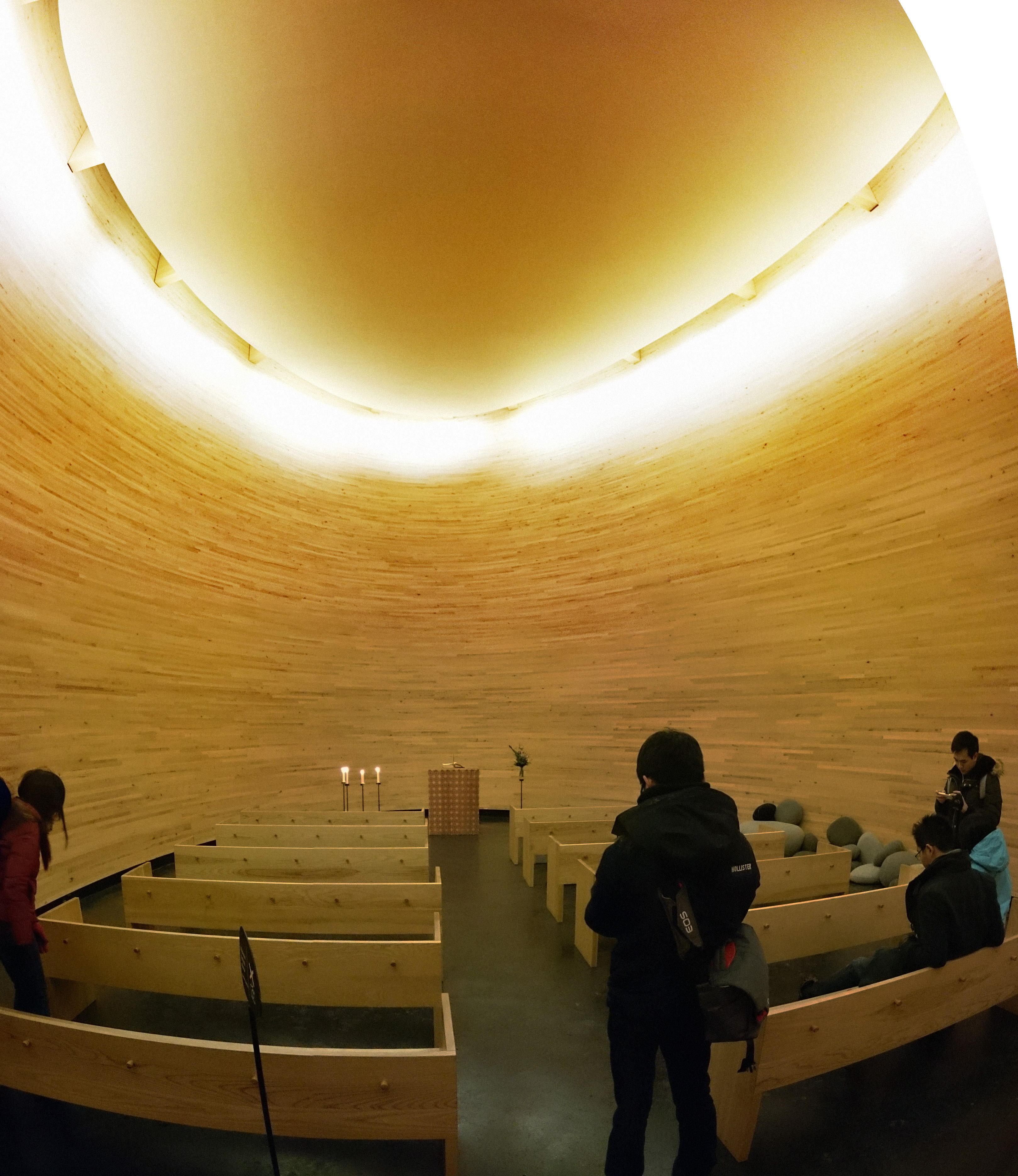
Chapelle de Kamppi